# Leucușhaz, Békés
Leucușhaz (în maghiară Lőkösháza) este un sat în districtul Gyula, județul Békés, Ungaria, având o populație de 1.891 de locuitori (2011).

## Așezare
Satul se află în sud-estul județului, la granița cu județul Arad din România, și este străbătut de calea ferată Arad–Curtici–Bichișciaba, pe care este deservit de stația de frontieră Lőkösháza.

## Demografie
Componența etnică a satului Leucușhaz
     Maghiari (88,5%)
     Romi (5,69%)
     Români (4,81%)
     Necunoscut (0,22%)
     Alții (0,77%)
Componența confesională a satului Leucușhaz
     Romano-catolici (40,45%)
     Fără religie (28,4%)
     Reformați (2,7%)
     Necunoscută (26,12%)
     Alte religii (3,91%)
Conform recensământului din 2011, satul Leucușhaz avea 1.891 de locuitori. Din punct de vedere etnic, majoritatea locuitorilor (88,5%) erau maghiari, existând și minorități de romi (5,69%) și români (4,81%). Apartenența etnică nu este cunoscută în cazul a 0,22% din locuitori. Nu există o religie majoritară, locuitorii fiind romano-catolici (40,45%), persoane fără religie (28,4%) și reformați (2,7%). Pentru 26,12% din locuitori nu este cunoscută apartenența confesională.